# Drepturile consumatorului
Drepturile consumatorului într-o societate democratică sunt următoarele:
- dreptul de a fi informat
  - de a avea etichete cu afișarea conținutului (la alimente)
    - listarea ingredientelor toxice cu denumirea completă și nu doar numărul E-000
- dreptul de a alege
- dreptul de a returna marfa în termen de 30 de zile, prezentând bonul de cumpărare (în unele țări UE)
- dreptul de a nu polua mediul
  - dreptul de a avea acces la facilități de reciclare a deșeurilor
- dreptul de a se asocia pentru
  - discuții cu privire la 
    - prețuri
    - calitate
    - condiții de livrare, de ambalare,

  - proteste contra comercianților 
    - plata doar cu monezi de 5 bani (exemplu în 2011 când s-a scumpit benzina la pompă)
    - lăsarea mărfii la casierie, comerciantul fiind nevoit să o reașeze pe raft

-dreptul de a fi despăgubit